# Pacheco (Califòrnia)
Pacheco és una concentració de població designada pel cens dels Estats Units a l'estat de Califòrnia. Segons el cens del 2000 tenia 3.562 habitants.

## Demografia
Segons el cens del 2000, Pacheco tenia 3.562 habitants, 1.563 habitatges, i 923 famílies. La densitat de població era de 1.884 habitants/km².
Dels 1.563 habitatges en un 23,6% hi vivien nens de menys de 18 anys, en un 40,1% hi vivien parelles casades, en un 13,8% dones solteres, i en un 40,9% no eren unitats familiars. En el 32,8% dels habitatges hi vivien persones soles el 13,4% de les quals corresponia a persones de 65 anys o més que vivien soles. El nombre mitjà de persones vivint en cada habitatge era de 2,28 i el nombre mitjà de persones que vivien en cada família era de 2,87.
Per edats la població es repartia de la següent manera: un 20,5% tenia menys de 18 anys, un 6,5% entre 18 i 24, un 30,2% entre 25 i 44, un 26,7% de 45 a 60 i un 16,1% 65 anys o més.
L'edat mediana era de 40 anys. Per cada 100 dones de 18 o més anys hi havia 85 homes.
La renda mediana per habitatge era de 45.851 $ i la renda mediana per família de 58.938 $. Els homes tenien una renda mediana de 48.466 $ mentre que les dones 33.359 $. La renda per capita de la població era de 26.064 $. Entorn del 7,9% de les famílies i el 10,2% de la població estaven per davall del llindar de pobresa.

## Poblacions properes
El següent diagrama mostra les poblacions més properes.